# Moteur BMW S85
Le moteur BMW S85B50 est un moteur V10 qui a remplacé le S62 et a été produit entre 2005-2010. Utilisé dans la E60 M5 berline, M5 E61 touring et E63/64 M6 coupé, il a été inspiré par BMW lors de sa participation en Formule 1.

## Nomenclature
Le S85 est le premier moteur V10 BMW. Il constitue une nouvelle série dans les nomenclatures moteurs chez BMW. Alors que les moteurs V8 sont désignés "60" et les moteurs V12 étiquetés "70", le S85 fut badgé avec un "80's" alors qu'il avait moins de cylindres que les moteurs de série "70's"
Le S85 a en partie donné naissance au moteur V8 S65 de la BMW M3 E92. La désignation "65" par rapport aux autres moteurs V8 BMW (qui se suivent séquentiellement en "62" et "63") permet de le distinguer de ces derniers car il constitue un dérivé direct du moteur S85 avec deux cylindres en moins.
Contrairement à d'autres moteurs de BMW, il n'y a pas de marché de masse "M" ou "N" sur les versions S85 et S65 et il n'y a aucune pièces partagées, puisque ces moteurs sont utilisés exclusivement dans les modèles BMW M.

## Technologie
Le S85B50 est un moteur conçu pour délivrer sa puissance sur une large plage à haut régime. Avec un régime maximum de 8250 tr/min, il permet d'obtenir plus de 100 ch (70 kW)/litre. Le S85 dispose d'un taux de compression très élevé de 12,0:1, dépassant le précédent ratio du moteur S54 qui était de 11,5:1.
Il produit 100 chevaux de plus que le précédent V8 5 litres de la M5 E39, tout en pesant seulement 1 kg de plus. Le S85 utilise le système  Double VANOS (calage variable de l'admission et de l'échappement des arbres à cames.)
- Moteur 5,0 litres incliné à 90°, 507 ch (378 kW) à 7 750 tr/min
- 520 N m de couple à 6 100 tr/min
- Bloc en fonte d'aluminium avec carter usiné par rapport à l'axe du vilebrequin.
- Culasse en fonte d'aluminium, quatre soupape par cylindre et chambres de combustion usinés par machine-outil à commande numérique.
- Pistons en aluminium forgé Mahle Motorsport refroidis par huile.
- Vilebrequin en acier forgé avec contrepoids et manetons d'un angle d'ouverture à intervalle de 90 ou 54 degrés.
- Double VANOS système qui varie le calage de l'admission et l'échappement.
- 10 soupapes d'admission individuelles et commande électronique des papillons.
- Capteurs de cliquetis utilisant le système de mesure par "courant ionique". En utilisant le courant ionique du système, les ratés et à-coups du moteur peuvent être mesurés simultanément. Le courant ionique est mesuré par le passage d'une faible tension aux bornes de la bougie d'allumage immédiatement après leur allumage.
- Système de lubrification à carter sec.
- L'ordre d'allumage est 1-6-5-10-2-7-3-8-4-9.

## Prix
En 2005, la première année où il a été nommé, le S85B50 remporte à la suite quatre différents prix du Moteur International de l'Année dans 4 catégories:
- Moteur international de l'année, BMW V10 de 5,0 Litres (M5,M6)
- Meilleure performance moteur
- Meilleur nouveau Moteur
- Meilleur moteur au-dessus de 4,0 litres de cylindrée

En 2006, le S85B50 remporte plusieurs prix du moteur international de l'année dans 3 catégories:
- Moteur international de l'année, BMW V10 de 5,0 Litres (M5,M6)
- Meilleure performance moteur
- Meilleur moteur au-dessus de 4,0 litres de cylindrée

En 2007, le S85B50 remporte plusieurs prix du moteur international de l'année dans 2 catégories:
- Meilleure performance moteur
- Meilleur moteur au-dessus de 4,0 litres de cylindrée

En 2008, la S85B50 a remporté le prix du moteur international de l'année, dans la catégorie suivante:
- Meilleur moteur au-dessus de 4,0 litres de cylindrée